# Йежи Кукучка
Ю̀зеф Йѐжи Куку̀чка (на полски: Józef Jerzy Kukuczka), 24 март 1948 – 24 октомври 1989, роден в Катовице, Полша, е полски алпинист. На 18 септември 1987 става вторият човек в света, след Райнхолд Меснер, който изкачва всички четиринадесет осемхилядника.

## Осемхилядници
В алпийските среди Кукучка е считан за един от най-добрите височинни алпинисти за всички времена. Той изкачва всички 14 върха с височина над 8000 метра за по-малко от 8 години, постижение, ненадминато дълги години (периодът, за който Райнхолд Меснер ги изкачва, е 16 години). В рамките на този период Кукучка прокарва десет нови маршрута и изкачва четири върха през зимата (за сравнение Райнхолд Меснер има шест нови маршрута, нито един от тях зимен). Той е част от елитната група на полските хималайски алпинисти, специализирана в зимните изкачвания.
1. 1979 – Лхотце – Западна стена, класически маршрут.
2. 1980 – Еверест – Южно ребро, премиерен маршрут.
3. 1981 – Макалу – от Макалу Ла по Северозападния гребен, премиерен маршрут, алпийски стил, соло.
4. 1982 – Броуд Пик – Западно ребро, класически маршрут, алпийски стил.
5. 1983 – Гашербрум II – Югозападно ребро, премиерен маршрут, алпийски стил.
6. 1983 – Гашербрум I – Югозападна стена, премиерен маршрут, алпийски стил.
7. 1984 – Броуд Пик – пълен траверс на масива, премиерен маршрут, алпийски стил.
8. 1985 – Дхаулагири – Североизточно ребро, класически маршрут, първо зимно изкачване.
9. 1985 – Чо Ою – Югоизточно ребро, премиерен маршрут, първо зимно изкачване, втори атакуващ екип.
10. 1985 – Нанга Парбат – Югоизточно ребро, премиерен маршрут.
11. 1986 – Кангчендзьонга – Югозападна стена, класически маршрут, първо зимно изкачване.
12. 1986 – К2 – Южна стена, премиерен маршрут.
13. 1986 – Манаслу – Североизточна стена, премиерен маршрут, алпийски стил.
14. 1987 – Анапурна – Северна стена, класически маршрут, първо зимно изкачване.
15. 1987 – Шиша Пангма – Южния гребен, премиерен маршрут, алпийски стил, ски-спускане.
16. 1988 – Анапурна Източен връх – Южна стена, премиерен маршрут, алпийски стил.

Йежи Кукучка изкачва всички осемхилядници без използването на допълнителен кислород с изключение на един – Еверест.
Юрек, както го наричат приятелите му, умира при опит да изкачи неизкачваната дотогава Южна стена на Лхотце в Непал на 24 октомври 1989 г. На височина 8200 метра въжето, което използва Кукучка (втора ръка 6-милиметрово, купено от пазар в Катманду) се къса, Кукучка пада и загива в пропастите на Южната стена.

## Външни препатки
- Himalaiści 04 Zerwana lina – Jerzy Kukuczka – документален филм за Йежи Кукучка в